# نوينكيرشن
نويكيرشن (سار) (بالألمانية: Neunkirchen, Saarland) هي مدينة و بلدة ألمانية تقع في ألمانيا في سارلاند. يقدر عدد سكانها بـ 49,055 نسمة .

## المدن التوأمة
مدن لوبن (اشبريوالد) و كونيغز ووسترهاوزن هي مدن توأمة لـنويكيرشن (سار).

## أعلام
- شتيفان كونتس
- إريش هونيكر
- أوتو شميت
- أولريش هوبنر
- يوليوس أدلر